# Moustapha Djallit
Moustapha Djallit (en arabe : مصطفى جليط), né le 21 septembre 1983 à Béchar, est un footballeur international algérien, qui évolue comme attaquant à la JS Saoura.
Il compte une sélection en équipe nationale A en 2012.

## Biographie
Le 4 janvier 2012, Moustapha Djallit, en fin de contrat avec la JSM Bejaia, rejoint gratuitement le Mouloudia Club d'Alger. Le 6 mars, il marque ses premiers buts pour le MC Alger, un doublé contre l'ASO Chlef mais le club s'incline sur le score de 4-2. Le match suivant, Il inscrit deux autres buts contre le MC Saïda. Il termine sa première saison avec le MC Alger avec 9 buts en 14 matchs. Après 3 saisons au Mouloudia d'Alger, il signe le 12 juin 2015 a la JS Saoura.

## Équipe nationale
Le 3 mars 2010, Djallit fait ses débuts pour l'équipe nationale l'Algérie A' dans un match amical gagné 4-0 contre le Liechtenstein.

## Palmarès
- Champion de Division 2 en 2009 avec le WA Tlemcen.
- Vainqueur de la Supercoupe de l'UNAF en 2010 avec l'ES Sétif.
- Vainqueur de la Coupe nord-africaine des vainqueurs de coupe en 2010 avec l'ES Sétif.
- Vainqueur de la Coupe d'Algérie en 2014 avec le MC Alger.
- Vainqueur de la Supercoupe d'Algérie en 2014 le MC Alger.
- Finaliste de la Coupe d'Algérie en 2013 avec le MC Alger.